# Gzy
Gzy ist ein Dorf und Sitz der gleichnamigen Gemeinde im Powiat Pułtuski der Woiwodschaft Masowien, Polen.

## Gemeinde
Zur Landgemeinde Gzy gehören 36 Ortschaften:
Begno
Borza-Strumiany
Gotardy
Grochy-Imbrzyki
Grochy-Serwatki
Gzy
Gzy-Wisnowa
Kęsy-Wypychy
Kozłowo
Kozłówka
Łady-Krajęczyno
Mierzeniec
Nowe Borza
Nowe Przewodowo
Nowe Skaszewo
Ołdaki
Ostaszewo-Pańki
Ostaszewo Wielkie
Ostaszewo-Włuski
Pękowo
Porzowo
Przewodowo-Majorat
Przewodowo-Parcele
Przewodowo Poduchowne
Sisice
Skaszewo Włościańskie
Stare Grochy
Słończewo
Sulnikowo
Szyszki
Tąsewy
Wójty-Trojany
Zalesie-Lenki
Żebry-Falbogi
Żebry-Wiatraki
Weitere Orte der Gemeinde sind:
Borza-Przechy
Dębiny
Grochy-Krupy
Kałęczyn
Kęsy-Pańki
Marcisze
Ołdaki-Stefanowo
Przewodowo-Majorat (gajówka)
Szyszki-Folwark
Wysocki
Zalesie-Grzymały
Zalesie-Pacuszki
Żebry-Włosty
Żeromin Drugi